# 二甲基二硫代氨基甲酸钠
二甲基二硫代氨基甲酸钠是一种有机硫化合物，化学式为NaS
2NN(CH
3)
2，它可以形成二水合物。无水物或二水合物之间可以替代使用。
它可由二硫化碳、二乙胺和氢氧化钠反应制得。
CS2  +  HN(CH3)2  +  NaOH   →  NaS2CN(CH3)2  +  H2O
它和二氯化(三乙基膦)合铂二聚体反应，可以得到氯化(二甲基二硫代氨基甲酸)(三乙基膦)合铂。